# Герб Кремінського району
Герб Кре́мінського райо́ну — один з символів Кремінського району Луганської області, затверджений 14 березня 2000 року рішенням Кремінської районної ради.
Автор герба — А. Закорецький.

## Опис
Герб являє собою щит іспанської форми. Щит скошений тридільно на зелене, срібне і зелене поля. У срібному полі на двох пластах вугілля стаїть зелений олень з головою, повернутою вправо.
Щит вписано в срібний картуш, обрамлено у вінок з соснових і дубових гілок, перев'язаних срібною стрічкою з написом «Кремінський район», та увінчано стилізованою короною з чотирьох жолудів і п'яти шишок.